# Bodyflight
Bodyflight är ett sätt för människor att kunna flyga på land. Det möjliggörs genom att en vertikal vindtunnel genererar såpass mycket luft att luftstrålen går att flyga på. Andra benämningar är inomhusfallskärmshoppning, och att "tunnla". 
De senaste 20 åren har de  vertikala vindtunnlarna förbättrats så att duktiga flygare kan utöva luftakrobatik i luftströmmen. En vindtunnel där Bodyflight kan utövas bör kunna generera lufthastigheter på cirka 300 km i timmen.
De flesta vertikala vindtunnlarna har en glaskammare så att de som flyger Bodyflight kan se utåt och åskådare kan titta på de som flyger.
I Sverige finns två vindtunnlar, en i Göteborg och en i Stockholm.
SM i Indoor Skydiving hölls i Bodyflight Göteborg i oktober 2021.